# Santuario de Arcella

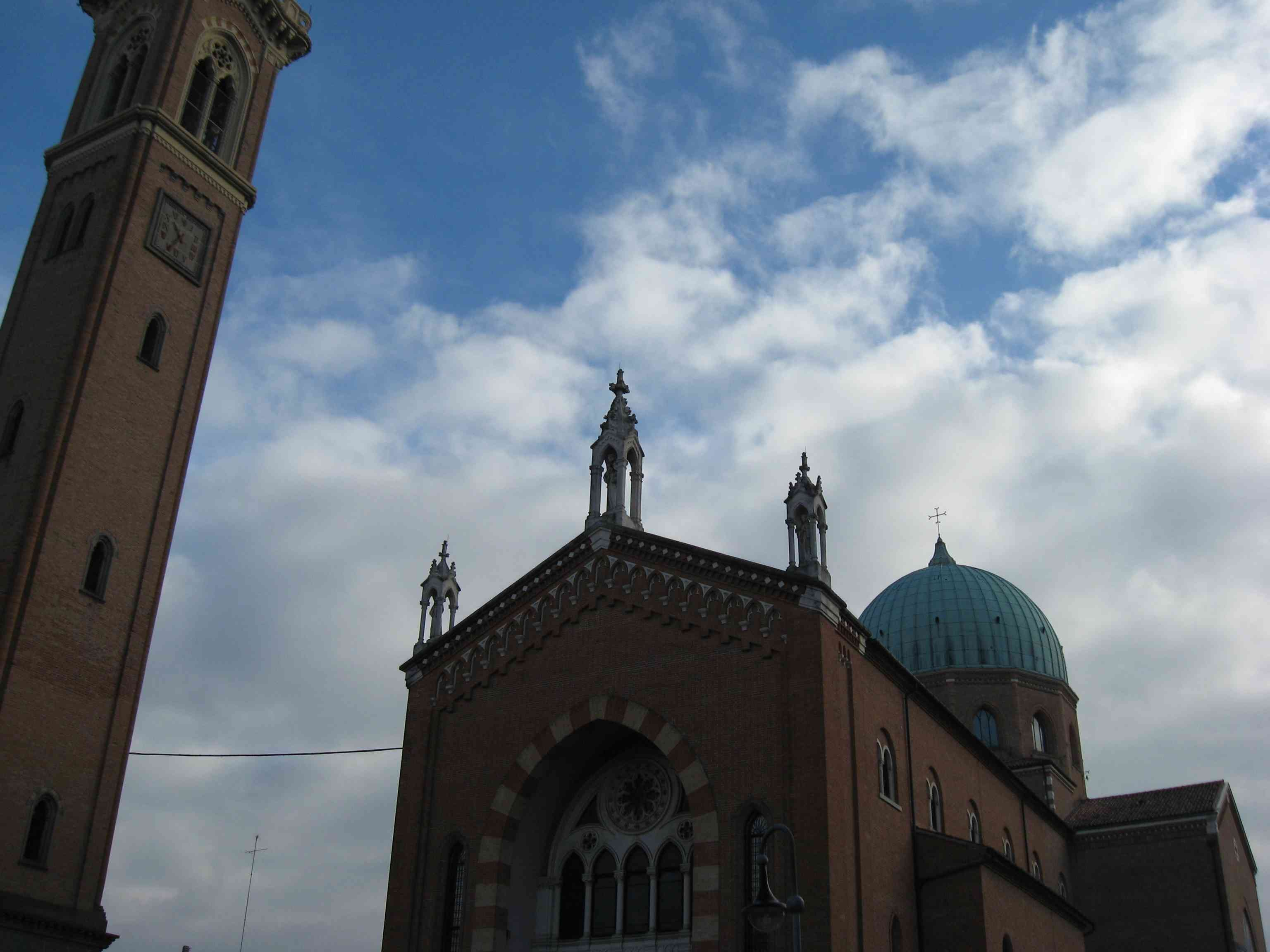
Fachada y campanario del santuario de Arcella, Padua

El santuario de Arcella, popularmente conocido como «Sant'Antonino», es un templo de culto católico ubicado en Arcella, el distrito norte de la ciudad de Padua. En su interior está la celda donde murió san Antonio el 13 de junio de 1231. Aunque la construcción es relativamente reciente, el lugar de culto tiene orígenes antiguos. Hoy la iglesia, un santuario gobernado por la Orden de Frailes Menores Conventuales, goza de un título parroquial.

## Historia

### Orígenes
En el área del actual santuario existía en el siglo XIII un hospicio (o xenodochium) apoyado por una comunidad de Clarisas fundadas, según la tradición, por san Francisco de Asís en 1220 después de su regreso de Tierra Santa. Esta se encontraba en una zona extra urbana, en la carretera que conducía a Porta Molino.

### Muerte de san Antonio
Cuando, el 13 de junio de 1231, san Antonio, huésped del conde Tiso en Camposampiero, sintió que llegaba su hora, pidió que lo llevaran de vuelta a Padua donde deseaba morir. Llevado a la ciudad en un carro arrastrado por bueyes, tuvo que detenerse en el hospicio de la Clarisas: los hermanos lo llevaron adentro de una celda y temieron a la muchedumbre devota. Tumbado en el suelo, recibió la extremaunción. Después de haber cantado el himno O gloriosa Domina y haber pronunciado las palabras Video Dominum meum (veo a mi Señor), murió a la edad de 36 años.

### Eventos
El cuerpo del santo fue llevado a la ciudad, a la iglesia de Santa Maria Mater Domini, donde deseaba ser enterrado. La celda en la que murió Antonio se convirtió en un lugar de culto muy popular. En la misma murió en 1231 la clarisa Elena Enselmini y fue enterrada en la iglesia del convento; la tumba del venerado franciscano atrajo un mayor número de devotos en Arcella. Hacia mediados del siglo XIII, el municipio de Padua reconstruyó las estructuras. Las Clarisas tuvieron un cenobio, y la celda de San Antonio se incorporó a la nueva iglesia. Este complejo fue dañado en varias ocasiones y en varias guerras, estando cerca de las murallas de la ciudad. Las Clarisas de Arcella se refugiaron en la ciudad, donde fundaron el monasterio y la iglesia de Santa Clara y luego, en 1506, construyeron la iglesia de la Beata Elena, a donde trajeron el cuerpo de Enselmini, y un gran monasterio. La celda de San Antonio se salvó de la destrucción y se transformó en capilla. Fue gracias al legado de Baldassare Dondi que, a partir de 1649, se convirtió en el sitio sagrado en una iglesia más digna de San Antonio que tenía la preciosa celda situada en el presbiterio. Terminó en 1675 y confiado al cuidado de las clarisas de la Beata Elena. En 1792 la abadesa Elisabetta Speroni comenzó el trabajo de un nuevo lugar de culto. El cardenal Chiaromonti, futuro Papa Pío VII, participó financieramente en las obras.

### El nuevo santuario
En el segundo cuarto del siglo XIX comenzó una campaña de reconstrucción del santuario comandada por el noble paduano Giovanni Battista Trevisan: de su proyecto reconstruyó o aumentó el antiguo edificio de estilo neoclásico. El edificio se completó en 1842. Se caracterizó por los imponentes altos pronaos en el estilo corintio y por dos campanarios gemelos, que flanqueaban la única nave pequeña. El santuario neogótico fue fundado en 1890 con un diseño de Eugenio Maestri como una extensión del edificio anterior al que fue injertado una serliana. El interior fue pintado completamente al temple por Giacomo Manzonicon con la colaboración de Agide Aschieri. Un nuevo campanario grande también se construyó en el cementerio. Así comenzó un sitio que se terminó alrededor de 1931, cuando Nino Gallimberti llevó a término el proyecto de los Maestros, pero con sabor más puro: se eliminaron los cuadros del siglo XIX, se demolió el fragmento del santuario neoclásico y levantó la cúpula, el crucero, el ábside y las capillas que fueron a rodear la celda de San Antonio. El resultado fue un edificio gótico, jugó en la combinación de colores de colores puros (de la ciudad de Padua) rojo y blanco. El campanario se terminó bajo la dirección del ingeniero Agostino Zanovello, respetando el gusto neogótico de la nueva iglesia, fue culminado por la estatua de San Antonio.